# Congo Reform Association
De Congo Reform Association (1904-1912) was een humanitaire beweging die zich tot doel stelde de uitgebuite werkkrachten van de Onafhankelijke Congostaat te helpen door aandacht te trekken voor hun lot. De vereniging werd in maart 1904 opgericht door Roger Casement (Brits consul in Matadi), Edmund Dene Morel (journalist in Liverpool) en Henry Grattan Guinness (stichter van de Congo-Balolo Mission in 1888). Ze bracht brutale, wijdverbreide schendingen aan het licht door koloniale ambtenaren in de Onafhankelijke Congostaat van soeverein heerser Leopold II. Uiteindelijk leidde de campagne tot de annexatie door België in 1908 en de vorming van Belgisch-Congo. Daarna beschouwde de vereniging haar doel als bereikt. Ze hief zichzelf op in 1912.
De vereniging leunde sterk op ooggetuigenverslagen en fotomateriaal van protestantse missionarissen, zoals de H.J. Danielson, W.D. Armstrong, William Morrison, William Henry Sheppard, John Harris en Alice Seeley Harris. Ze kreeg ook de steun van grote schrijvers als Joseph Conrad, Anatole France, Arthur Conan Doyle, Herbert Ward en Mark Twain (die King Leopold's Soliloquy schreef).